# Islam en Indonesia

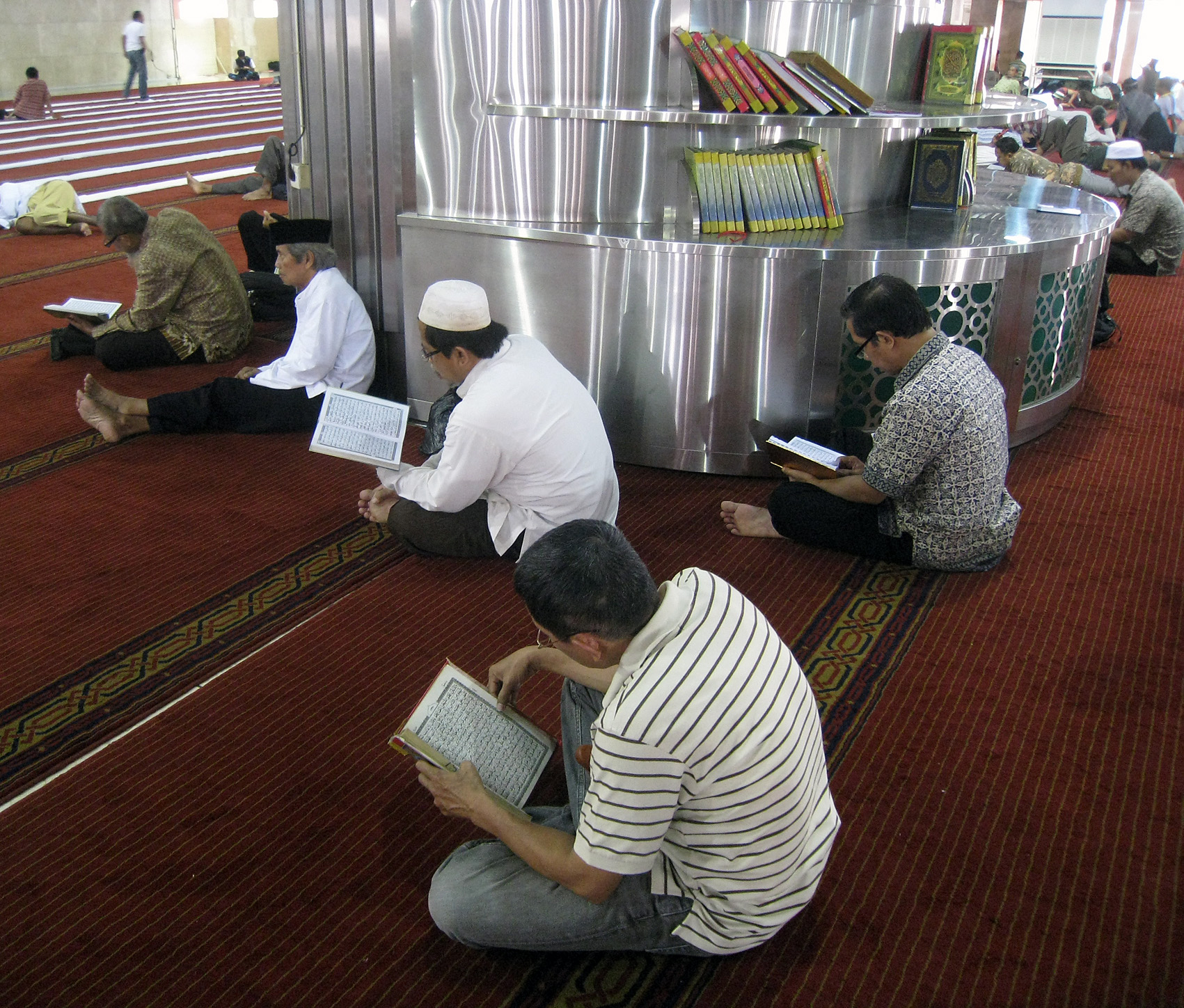
Recitación de El Corán en Masjid Istiqlal, Yakarta.

El Islam es la religión predominante en Indonesia, la cual a su vez alberga la mayor población musulmana del mundo, con cerca de 202,9 millones de creyentes, lo que suponía en el año 2009 el 88,2% del total.
La mayoría pertenece a la rama suní, principalmente a la madhab Shafi`i. Por lo general, la comunidad musulmana puede categorizarse en dos vertientes: "modernistas" y "tradicionalistas". Los primeros están fuertemente adheridos a la ortodoxia teológica, al mismo tiempo que abrazan las nuevas formas de aprendizaje. Los segundos tienden a seguir las interpretaciones de los líderes religiosos locales (principalmente en Java) y de los profesores de Islam en las escuelas (pesantren).

## Historia

### Expansión del Islam (1200–1600)

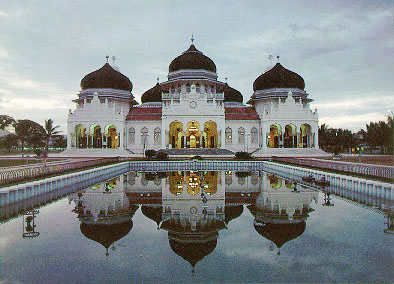
La gran mezquita de Banda Aceh, en la provincia de Aceh.

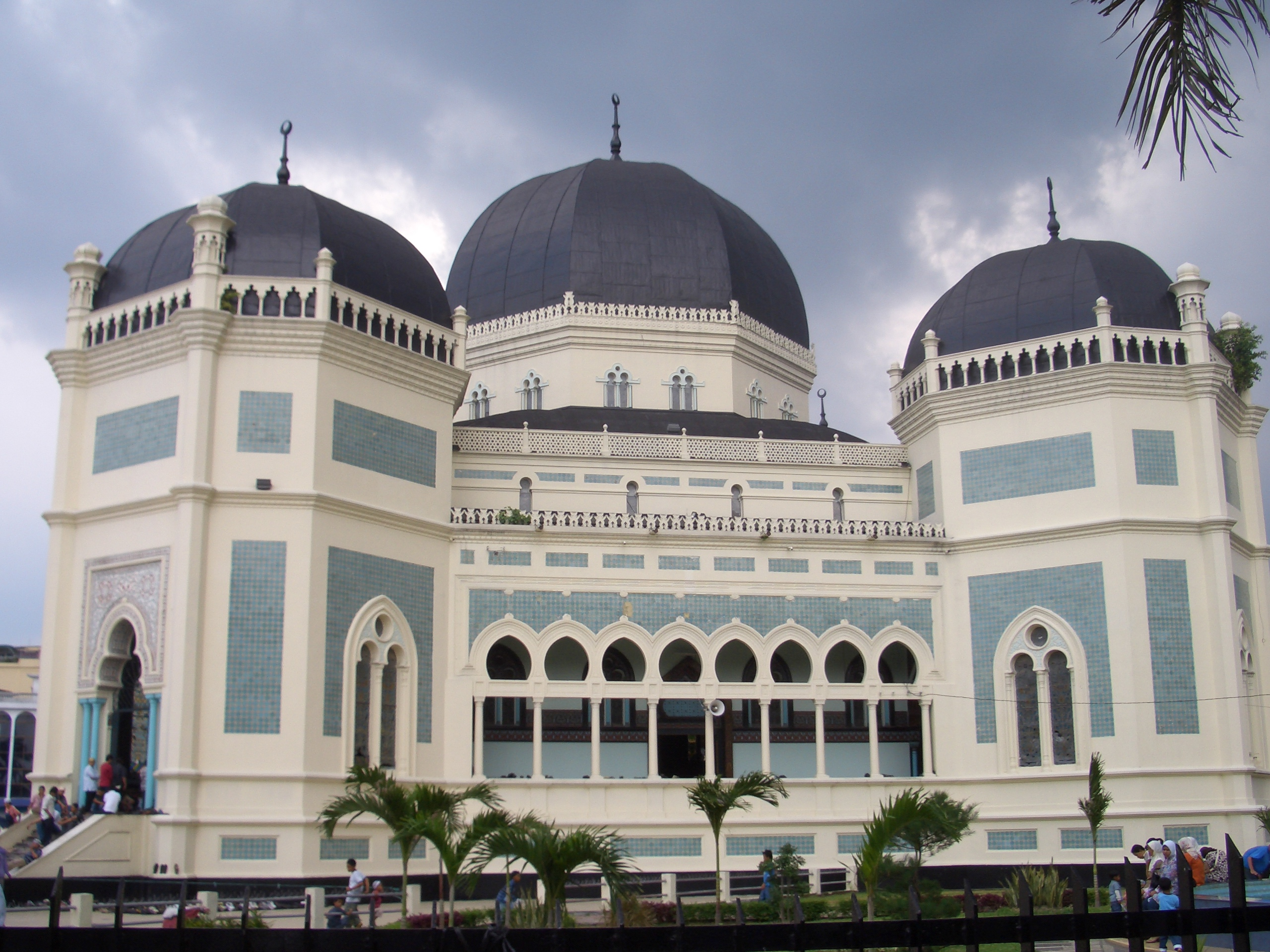
Mezquita en Medan, Sumatra Septentrional.

Hay pruebas de la entrada de mercaderes árabes musulmanes en Indonesia ya en el siglo VIII. Los nativos eran animistas, hinduistas y budistas. Sin embargo, no fue hasta finales del siglo XIII cuando se comenzó la expansión islámica.
Aunque en un principio fue introducido por medio de los mercaderes árabes musulmanes, este proceso comenzó a arraigarse entre la gente cuando los líderes locales y la realeza comenzaron a convertirse, con la consiguiente imitación de sus súbditos. La expansión islámica prosiguió al casarse dichos comerciantes con las mujeres locales, emparentándose los más acaudalados con la élite gobernante.
Así pues, la expansión musulmana fue encabezada por los crecientes vínculos comerciales fuera del archipiélago. Como norma general, los comerciantes y la realeza de los principales reinos eran los primeros en adoptar la nueva religión. Los reinos dominantes incluían Mataram en la Java Central y los sultanatos de Ternate y Tidore en las islas Maluku al este. A finales del siglo XIII, el islam se había establecido en el norte de Sumatra y a finales del XIV en el noreste de Malaya, Brunéi, el sudoeste de las Filipinas y entre algunos cortesanos en el este de Java. En el siglo XV se estableció en Malaca y otras áreas de la península Malaya. Mediante la asimilación, el islam había suplantado al hinduismo y al budismo como religiones mayoritarias de Java y Sumatra a finales del siglo XVI. Bali seguía siendo de mayoría hindú y las islas orientales de predominio animista hasta adoptar el islam y el cristianismo en los siglos XVII y XVIII.
Mientras se producía este cambio, se toleraban o incorporaron a los rituales musulmanes las influencias culturales del hinduismo y budismo.
A finales del siglo XV, el poderoso imperio mayapajit en Java se encontraba ya en decadencia. Tras ser derrotado en varias batallas, el último reino hindú en Java cayó bajo el creciente poder del islamizado sultanato de Demak en 1520. La religión islámica en Java empezó en ese momento a expandirse formalmente, muy influenciada por el Wali Sanga (o los Nueve Santos).

### Colonización europea

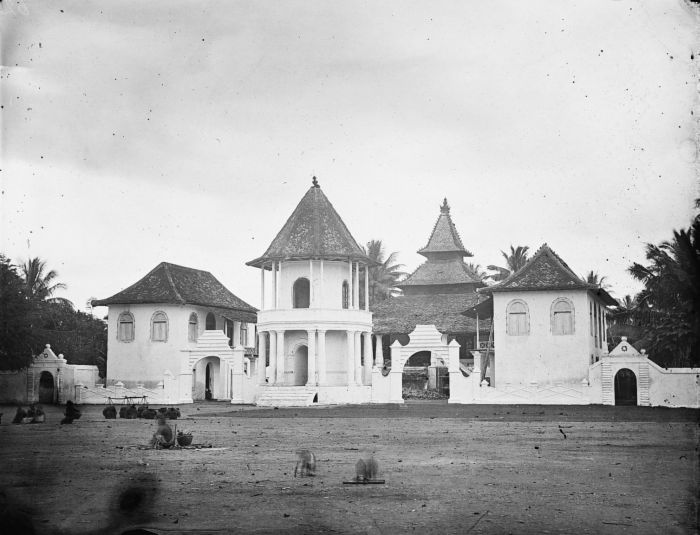
Mezquita en Pati, Java Central, a principios del en Indonesia.

Los holandeses en el siglo XVII debido a su riqueza lucrativa por los recursos naturales de la región y el comercio. A las islas Maluku en el archipiélago indonesio se las conocía como las islas de las especias. Las especias naturales del país incluían nuez moscada, pimienta y clavo, todas ellas muy apreciadas. Otras materias apreciadas para el comercio eran sándalo, caucho y teca.
A pesar de que la invasión de Indonesia acabó en un monopolio de los puertos comerciales centrales, este hecho ayudó a la expansión del Islam a medida que los comerciantes locales musulmanes se realojaron en puertos más pequeños y remotos, estableciendo esta fe en las provincias más rurales de la región.
Ya a principios del siglo XX el islam se convirtió en un llamamiento para resistir el colonialismo. Se produjo un movimiento inspirado por los sabios musulmanes Muhammad 'Abduh para volver a los escrituras originales de la religión. El movimiento construyó escuelas que combinaban el currículum islámico y el secular, siendo el único en su estilo, e instruyó a mujeres como predicadoras para mujeres. Con las actividades de los reformistas y las reacciones de sus oponentes, la sociedad indonesia se estructuró más firmemente con directrices comunitarias (aliran) en lugar de clases sociales.
Los ulemas Minangkabau tuvieron un papel importante en los inicios del movimiento reformista. En 1906, Tahir bin Jalaluddin publicó al-Iman, el periódico malayo en Singapur. Cinco años después se publicó el periódico de al-Munir en Padang. A principios del siglo XX emergió la escuela musulmana modernista en Sumatra Occidental: Adabiah (1909), Diniyah Putri (1911) y Sumatera Thawalib (1915). Posteriormente, el movimiento islámico también se desarrolló en Java con el nacimiento del NU y Muhammadiyah.

### Después de la independencia
Cuando Indonesia declaró su independencia en 1945, se convirtió en el segundo país con mayor predominio musulmán en el mundo y tras la separación de Bangladés de Pakistán en 1971 pasó al primer puesto. Hoy en día cerca del 88% de los 235 millones de indonesios son musulmanes. En los últimos años se aprecia cierta tendencia hacia una interpretación más ortodoxa del Islam.
Tras la independencia hubo tensiones con la controversia sobre el papel del Islam en la política. Finalmente Indonesia adoptó un código civil en lugar de uno islámico.
En los años del Nuevo Orden durante la presidencia de Suharto se intensificó la fe religiosa entre los musulmanes. Bajo su régimen, se obligó a todos los partidos islámicos a unirse bajo un partido islámico bajo supervisión gubernamental, el Partai Persatuan Pembangunan (Partido por la Unidad y Desarrollo o PPP). Con la dimisión de Suharto en 1998, se derrumbó la estructura que reprimió la religión y la sociedad.
Actualmente los musulmanes están plenamente representados en el parlamento democráticamente elegido. No obstante, hay críticos que aseguran que esto ha llevado a la aparición de grupos extremistas como Laskar Jihad y Jemaah Islamiyah. Abu Bakar Bashir es un ejemplo de un líder extremista, exiliado del país durante el gobierno de Suharto, regresó para restablecer una base de apoyo.

## Demografía

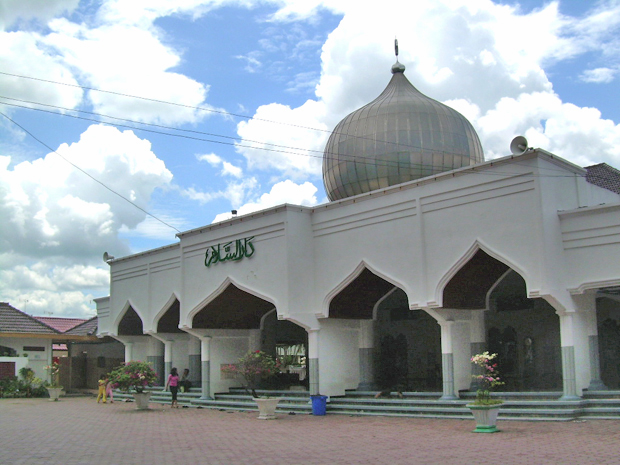
Mezquita en Bojonegoro, Java Oriental.

Los musulmanes son mayoría en la mayor parte de las regiones de Java, Sumatra, Nusatenggara Occidental, las Célebes, las áreas costeras de Kalimantan y Molucas Septentrional. Constituyen minorías en Papúa, Bali, Nusatenggara Oriental, algunos sectores de Sumatra Septentrional, la mayor parte de las zonas interiores de Kalimantan y Célebes Septentrional. En conjunto, estas áreas no-musulmanas constituían originalmente más de un tercio de Indonesia tiempo antes del programa de transmigración promovido por el gobierno de Suharto y la reciente migración interna espontánea.
La migración interior ha alterado la configuración demográfica del país de las últimas tres décadas. Ha aumentado el porcentaje de musulmanes en partes antes de predominio cristiano. A principios de la década de 1990, el cristianismo pasó a ser una minoría por primera vez en algunas áreas de las islas Molucas. Con la transmigración promovida gubernamentalmente desde las áreas densamente pobladas de Java y Madura a las menos pobladas, se favoreció el incremento de la población musulmana en las áreas de reasentamiento. No hay indicios que sugieran que el gobierno intentara crear una mayoría musulmana en áreas cristianas y la mayor parte de la migración islámica parece espontánea. Con independencia a este intento, las consecuencias económicas y políticas del programa de transmigración contribuyó a conflictos religiosos en las Célebes, Célebes Central y en menor medida en Papúa.

## Organización

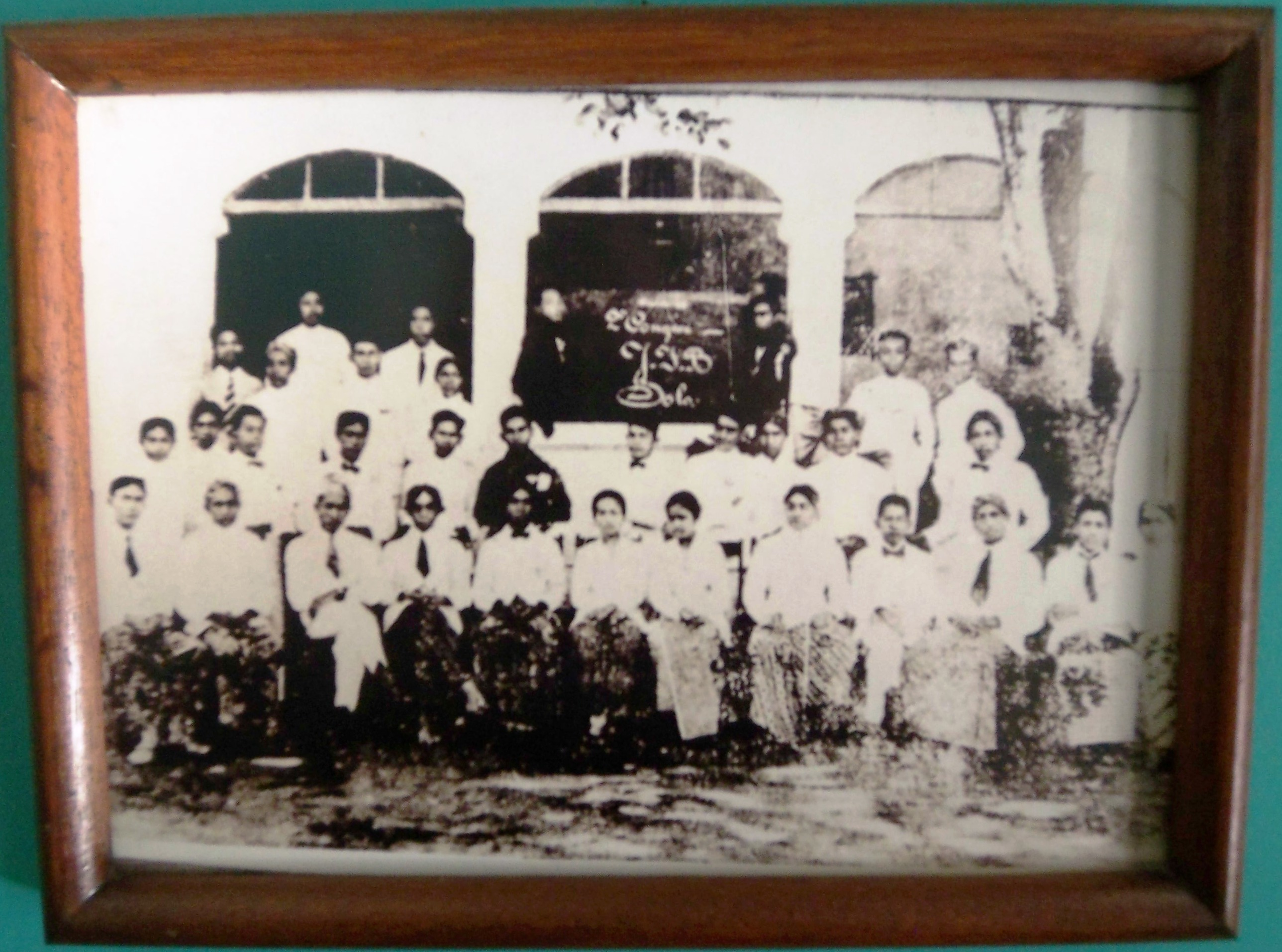
Delegados de la Jong Islamieten Bond (Joven Unión Musulmana) en Youth Pledge, Batavia, en 1928.

La organización social nacional "modernista" líder (Muhammadiyah) tiene presencia por todo el país y cuenta con cerca de 30 millones de seguidores. Fundada en 1912, Muhammadiya posee mezquitas, oratorios, clínicas, orfanatos, albergues, escuelas, bibliotecas públicas y universidades. El 9 de febrero, la dirección y los jefes provinciales de Muhammadiyah acordaron apoyar la campaña presidencial de un antiguo presidente suyo. Esto supuso su primera incursión formal de la organización en la política y generó polémica entre sus miembros.
Nahdlatul Ulama (NU), la mayor organización social "traditionalista", se centra en actividades similares a Muhammadiya y dirige indirectamente la mayoría de las escuelas islámicas del país. Con cerca de 40 millones de seguidores, NU es la mayor organización del Estado y quizás del mundo islámico. Fue fundado en 1926 y tiene presencia por todo el país, recibiendo los mayores apoyos en la Java rural. El islam de muchos de sus seguidores tiene fuertes influencias de la cultura javanesa, con la tendencia a rechazar una doctrica islámica literal o dogmática. Muchos defienden fuertemente los puntos de vista, las interpretaciones y las instrucciones de las figuras religiosas superiores del NU, conocidas como "Kyais" o ulama. La organización propugnan la modernización religiosa y la harmonía comunitaria.

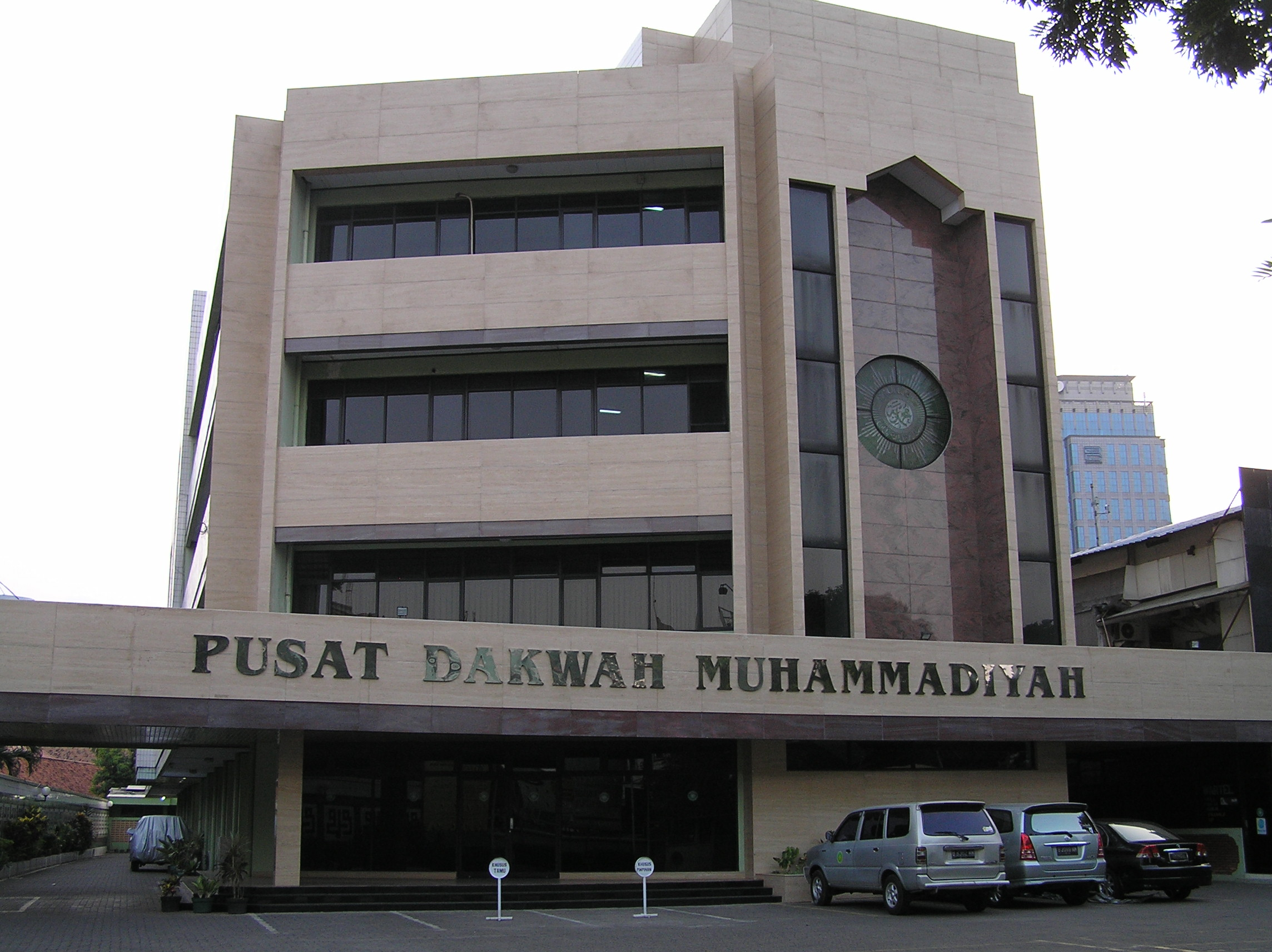
Sede central de Muhammadiyah en Jakarta. Es la segunda mayor organización musulmana en Indonesia.

Existen organizaciones islámicas menores en torno a una amplia gama de orientaciones doctrinales religiosas. En un extremo del espectro se encuentra la controvertida Red Liberal del Islam, que promueve una interpretación pluralista y más liberal del pensamiento islámico. Otros grupos al otro lado del espectro son igual de controvertidos, como Hizbut Tahrir Indonesia, que promueve un califato panislámico, el Consejo Indonesio Mujahedeen, que apoya la implanatación de la Sharia como paso previo a un estado islámico, y los a veces violentos Frente Islámico Pembela. Todavía existen otras pequeñas organizaciones entre medio de estos extremos. El Instituto de Propagación Islámica Indonesio continúa creciendo.
Al margen del predominio de la población suní en el país, una pequeña minoría pertenece a la comunidad Ahmadiyya. No obstante, este grupo mantiene 242 sedes por todo el territorio. En 1980 el Consejo Indonesio de Ulamas publicó una fetua (una opinión legal o decreto publicado por un líder religioso islámico) declarando que los Ahmadis no pueden considerarse como forma legítima de Islam.

## Sociedad

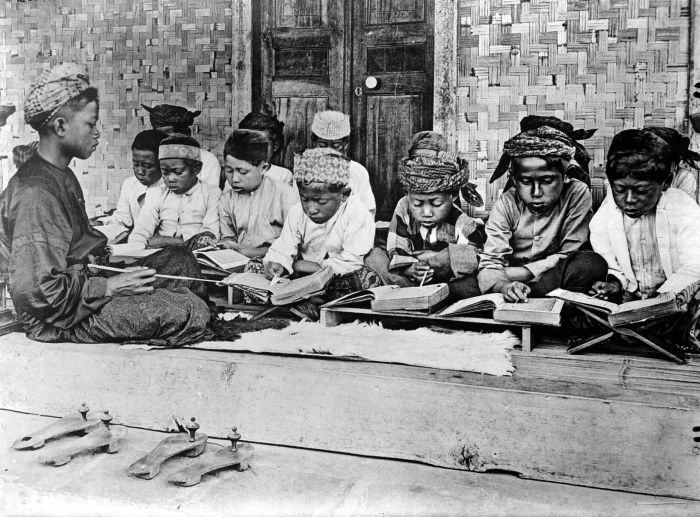
Niños estudiando el Corán en Java durante periodo colonial holandés.

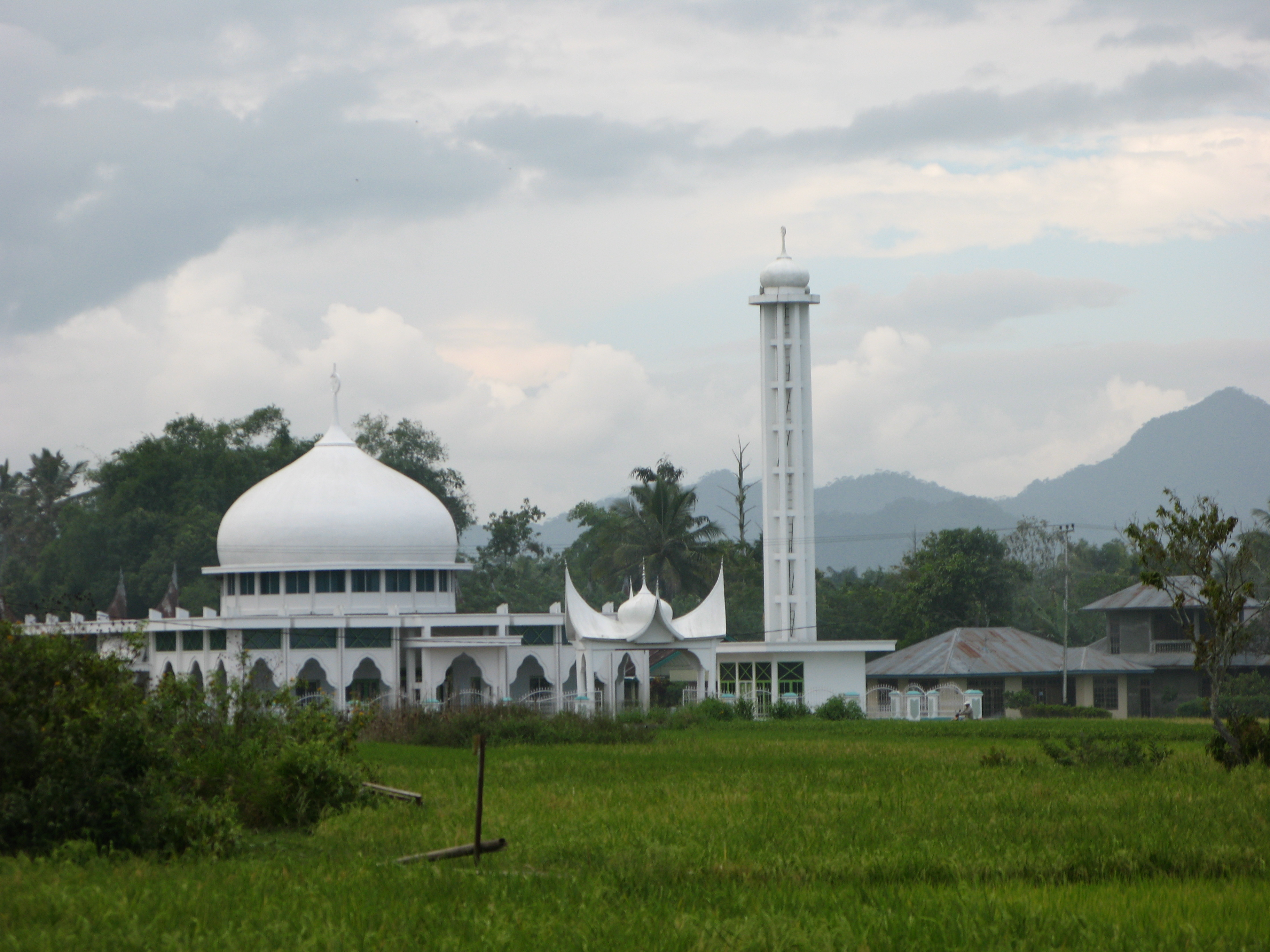
Una mezquita en Bukittinggi, con techumbre tradicional Minangkabau.

En gran medida, las llamativas variaciones en la práctica y la interpretación del Islam en varias partes de Indonesia reflejan su compleja historia, las cuales son una forma mucho menos austera que las practicadas en el Oriente Medio. Siendo introducido progresivamente por varios comerciantes y místicos errantes desde la India, el Islam se afianzó entre los siglos XII y XV en las regiones costeras de Sumatra, norte de Java y Kalimantan. Esta religión llegó a estas regiones probablemente bajo la forma de una tradición mística sufista. El sufismo se ganó fácilmente la aceptación local y llegó a mezclarse con las costumbres locales. Sin embargo, la introducción del Islam en las islas no siempre fue pacífica. A medida que ciudades portuarias islamizadas minaban el menguante poder del imperio Mayapajit hindú-budista al este de Java en el siglo XVI, las élites javanesas huyeron a Bali, donde alrededor de 2,5 millones de personas mantuvieron viva su propia versión de hinduismo. A diferencia de la costa de Sumatra, donde el islam fue adoptado por las élites y las masas de forma similar, en parte como forma de contrarrestar el poder económico y político de los reinos hindú-budistas; en el interior de Java las élites lo aceptaron gradualmente y solo como contexto formal, legal y religioso para la cultura religiosa javanesa.
Los procesos históricos dieron pie a un endurecimiento de las tensiones entre los musulmanes ortodoxos y los más sincretistas, religión con base local; las cuales todavía eran visibles a principios de la década de 1990. En Java, por ejemplo, dio lugar a un contraste entre los tradicionalistas santri y los abangan, una mezcla indígena de creencias nativas, hindú-budistas e islámicas llamada a veces javanismo, kejawen, agama Jawa o kebatiano. Los términos y la naturaleza precisa de esta oposición todavía estaban en disputa a principios los años 1990, pero en Java los santri no solo hacían alusión a aquellos consciente y exclusivamente musulmanes, sino que también describía a quienes habían abandonado por sí mismos el mundo secular para concentrarse en las actividades devocionales en las escuelas islámicas llamadas pesantren (literalmente: el lugar de el santri).
A diferencia de la filosofía centrada en La Meca de la mayoría de los santri, existía la corriente de los kebatinanos, una amalgama de creencias animistas, hindú-budistas e islámicas (especialmente Sufistas). Esta escasamente organizada corriente de pensamiento y práctica se legitimó en la constitución de 1945 y en 1973, cuando se reconoció como Kepercayaan kepada Tuhan Yang Maha Esa (en indonesio: creyente de un dios supremo), que de alguna manera consigue el estatus como una de las agama; considerándose el mismo presidente Suharto uno de sus seguidores. Los kebatinanos o kepercayaan no poseen ningún profeta, libro sagrado, fiestas religiosas distintivas ni rituales, sino que tiene que ver más con la visión y las creencias trascendentales internas de cada seguidor en sus relaciones con el ser supremo. Como resultado, se ha señalado que el kebatinano podría identificarse a sí mismo con una de las seis religiones oficialmente reconocidas, al menos en su documento identificativo y seguir manteniendo su creencia y estilo de vida.
Los kebatinanos suelen describirse como místicos y algunas variedades se preocupan por el autocontrol espiritual. Aunque había muchas variedades existentes en 1992, a menudo tienen en común la adoración panteísta porque favorece los sacrificios y la devoción a los locales y ancestrales espíritus. Creen que estos espíritus habitan objetos naturales, seres humanos, materiales y tumbas de importantes wali (santos musulmanes). Se atribuyen la enfermedad y otras desgracias a tales espíritus y si los sacrificios o las peregrinaciones fracasan en aplacar la ira de las deidades, se busca el consejo de un dukun o sanador. Kebatinanos implica un abandono del universalismo militante del Islam ortodoxo, volviéndose a un universalismo más internalizado. De esta manera, busca la eliminación de la distinción entre los universal y lo local, lo comunitario y lo individual.
Otra visión destacable es la división entre el islam tradicionalista y  modernista. La naturaleza de estas diferencias era compleja, confusa y no exenta de bastante debate a principios de la década de 1990. Los tradicionalistas rechazaban normalmente el interés de los modernistas por absorber los principios educacionales y organizativos occidentales.[cita requerida] Más específicamente, los tradicionalistas se mostraban recelosos del apoyo de los modernistas a las madrazas urbanas, una escuela reformista que incluía el aprendizaje de asuntos seculares.[cita requerida] Los tradicionalistas también trataban de añadir una cláusula al primer dogma de la ideología estatal de la Pancasila, la cual exigía que todos los musulmanes aceptaran la sharia.
A pesar de estas diferencias, el tradicionalista Nahdlatul Ulama, el progresivo Concejo Consultivo de los Musulmanes Indonesios (Masyumi) y otros dos partidos se reestructuraron forzosamente en un único partido político islámico en 1973: el Partido por la Unidad del Desarrollo. Tal división podría haber debilitado al islam como entidad política organizada, demostrado por la retirada del Nahdlatul Ulama de la política activa, pero como fuerza religiosa popular mostró signos de buena salud y capacidad para participar en debates nacionales.
La mayor tasa de empleo femenino es también una importante diferencia entre Indonesia y el Oriente Próximo.

## Libertad religiosa
La constitución indonesa otorga a todas las personas el derecho al culto de acuerdo con su propia religión o creencia y sostiene que la nación está basada en la creencia en un Dios supremo. Por lo general el gobierno respeta estos principios. Sin embargo, existen algunas restricciones sobre ciertos tipos de actividades religiosas y religiones no reconocidas.
El Ministerio de Asuntos Religiosos extiende su estatus oficial a seis creencias: Islam, catolicismo, protestantismo, budismo, hinduismo y confucianismo. Las organizaciones religiosas diferentes a estas seis pueden registrarse gubernamentalmente, pero solo por medio del Ministerio de Cultura y Turismo y solo como organizaciones sociales, lo cual supone una restricción a ciertas actividades religiosas. Los grupos religiosos no registrados no pueden alquilar locales para albergar sus servicios y tienen que encontrar medios alternativos para practicar su fe.

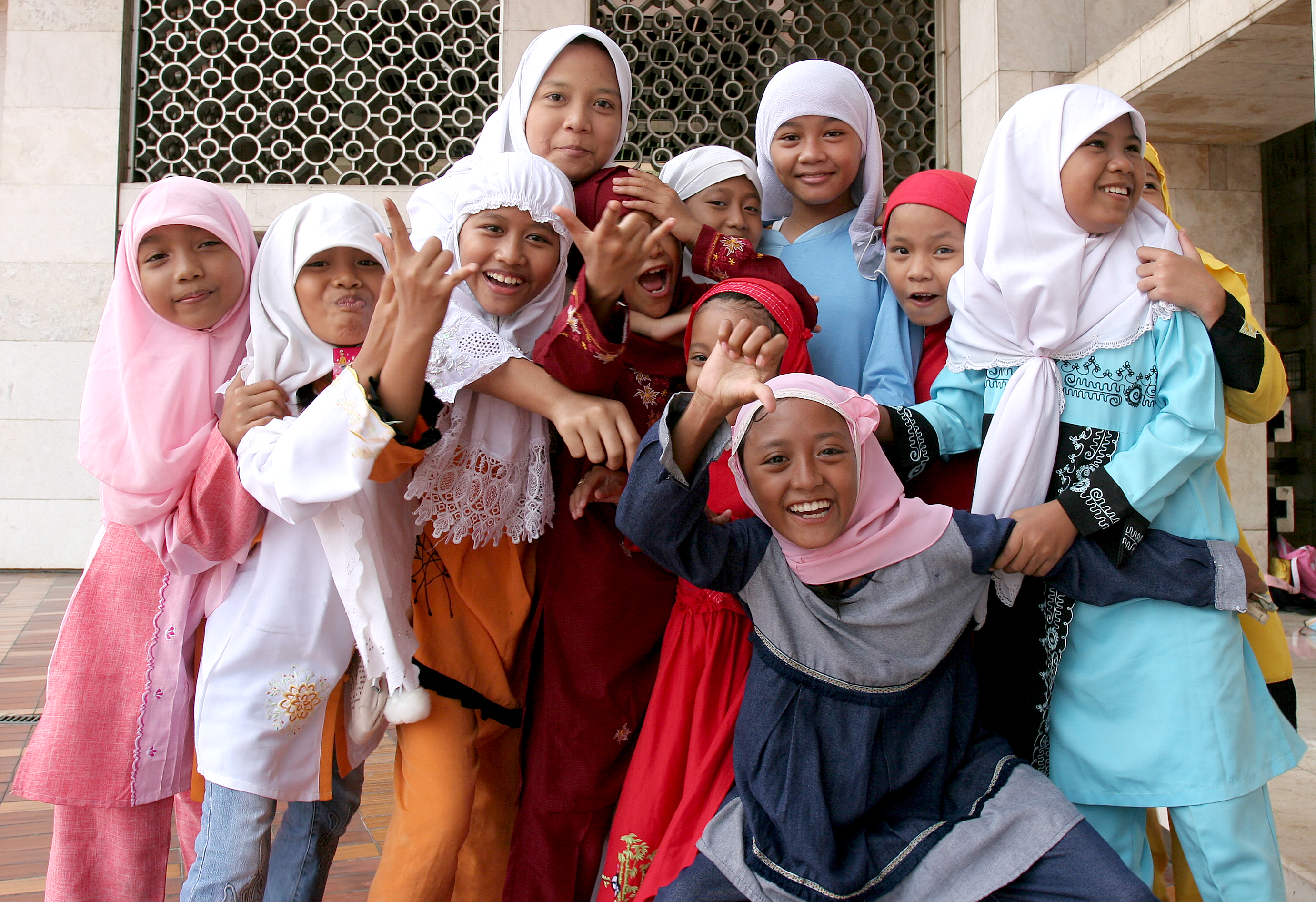
Chicas musulmanas posan en la mezquita Istiqlal de Yakarta.

A pesar de la abrumadora mayoría musulmana, el país no es un estado islámico. En los últimos 50 años, muchos grupos islámicos han intentado de forma esporádica establecerlo, pero la mayor parte de la comunidad musulmana del país rechazan la idea, incluyendo organizaciones sociales influyentes como Muhammadiyah y NU. Quienes lo proponen argumentaron sin éxito a favor de la inclusión de la lengua (la Carta de Yakarta) en el preámbulo de la constitución en 1945 y durante todo el periodo democrático parlamentario de la década de 1950, obligando de esta forma a los musulmanes a acatar la sharia. Durante el régimen de Suharto, el gobierno prohibió todos los apoyos hacia un estado islámico. Tras aflojar las restricciones en materia de liberad de expresión y de religión después de la caída de Suharto en 1998, los defensores de la Carta de Yakarta volvieron a sumar esfuerzos para su defensa. Esto demostró el caso anterior a la Sesión Anual de 2002 de la Asamblea Consultativa del Pueblo (MPR), un cuerpo con el poder de cambiar la constitución. Los partidos políticos nacionalistas, los representantes regionales elegidos por las legislaturas provinciales y señalados representantes del cuerpo de policía, militar y funcionales, quienes en su conjunto sumaban mayoría de escaños, rechazaron las propuestas de enmendar la constitución para incluir la sharia y, de esta forma, la medida nunca llegó a votarse. La MPR aprobó los cambios en la constitución que ordenaban que el gobierno incrementara fé y piedad en la educación. Esta decisión, vista como compromiso para satisfacer a los partidos islamistas, preparó el marco para un controvertido proyecto educativo ratificado en julio de 2003.[cita requerida]
La sharia generó debate y preocupación durante 2004 y muchos de los temas surgidos afectaban a la libertad religiosa. Aceh permaneció como el único lugar del país donde el gobierno central autorizó específicamente la sharia. La ley 18/2001 otorgó a Aceh una autonomía especial, incluyendo autoridad para auto-establecerse un sistema de sharia como ley adjunta (no sustitutiva) a la ley nacional civil y criminal. Antes de que pudiera tener efecto, la ley requirió que la legislatura provincial aprobara las regulaciones locales (qanun) que incorporaban los preceptos de la sharia en el código legal. La ley 18/2001 establece que la corte de la sharia sería ajeno a influencia externa de ninguna parte. El artículo 25(3) establece que la autoridad de la corte solo se aplicará a los musulmanes. El artículo 26(2) nombra a la Corte Suprema nacional como la corte de apelación para las cortes de la sharia de Aceh.[cita requerida]
Aceh es la única provincia que posee tribunales de sharia. Los líderes religiosos responsables de elaborar e implantar las regulaciones de la sharia afirmaron que no tenían intención de aplicar sanciones criminales por violar la sharia. Dijeron que la ley islámica en Aceh no implicaría una obligación estricta sobre el fiqh o el hudud, sino que más bien se codificaría la práctica y los valores tradicionales de la región como disciplina, honestidad y comportamiento adecuado. Afirmaron que la aplicación no dependería de la policía, sino de la educación pública y el consenso social.
Dado que los musulmanes conforman la aplastante mayoría de la población de Aceh, la población aceptó sin reparos la sharia, la cual en la mayor parte de los casos regularizó únicamente las prácticas sociales comunes. Por ejemplo, una mayoría de mujeres en Aceh ya se cubrían la cabeza en público. Los gobiernos provincial y del distrito establecieron comités de la sharia para manejar la educación pública dentro del nuevo sistema, y los líderes locales islámicos, especialmente en el norte y en Pidie, pidieron una mayor promoción gubernamental de la sharia como forma de dirigirse a los crecientes males sociales. La imposición de la ley marcial en Aceh en mayo de 2003 tuvo escaso impacto en la implementación de la sharia. La administración de la ley marcial promovió la sharia como un paso positivo hacia la reconstrucción y reconciliación social. Algunos activistas por los derechos humanos y los derechos de la mujer se quejaron de que su implementación se centraba en temas superficiales, tales como vestidos islámicos adecuados, mientras que ignoraba la moral arraigada y los problemas sociales como la corrupción.
No hubo informes de las conversiones forzadas. Este hecho coincidió con un continuo descenso de la violencia en las principales áreas de conflicto interreligioso: las provincias orientales de Maluku, norte de Maluku y centro de Sulawesi.
Algunos días sagrados musulmanes, cristianos, hinduistas y budistas son a su vez fiestas nacionales. Entre los días sagrados musulmanes se incluyen el Miraj, el Eid al-Fitr, el Eid al-Adha, el año nuevo musulmán y el Mawlid. Los días sagrados cristianos nacionales son el día de Navidad, el Viernes Santo, Pentecostés, Semana Santa y la Ascensión de Cristo. Otras tres festividades nacionales son el Nyepi hinduista, el Vesak budista y el año nuevo chino celebrado por los confucianistas y otras gentes chinas. En Bali, todos los días sagrados hindúes son fiesta nacional y los empleados públicos y otros no trabajan los días Saraswati, Galungan y Kuningan.
El gobierno tiene el monopolio en la organización de la peregrinación hajj a La Meca y, en febrero, tras el último hajj, el Departamento de Asuntos Religiosos fue objeto de duras críticas por dirigir mal el registro de cerca de 30 000 potenciales peregrinos después de haber pagado las tasas requeridas.[cita requerida] El gobierno amplió unilateralmente la cuota estatal de 205 000 peregrinos, alegando que tenía la aprobación informal del gobierno saudí, una afirmación que se comprobó ser falsa. Los miembros de la Casa de Representantes han patrocinado un plan para establecer una institución independiente, acabando así con el monopolio del departamento.

### Persecución de Ahmadis
La persecución de los ahmadíes, una secta islámica que se ha clasificado como herética por la mayoría de los musulmanes, ha aumentado en Indonesia en los últimos años. Los seguidores ahmadíes reconocen a Mirza Ghulam Ahmad como el profeta final, mientras que otros grupos principales musulmanes reconocen a Muhammad como el absoluto profeta final, y consideran esta contradicción de blasfemia. En el pasado, las mezquitas y otras instalaciones pertenecientes a los ahmadíes resultaron dañadas por musulmanes ofendidos en Indonesia; más recientemente se han producido concentraciones reclamando que se prohíba la secta y algunos clérigos religiosos han solicitado la muerte de los ahmadíes.